# Кадьяк (город)
Ка́дьяк (англ. Kodiak, алют. Sun'aq) — город в США, расположенный в южной части штата Аляска на острове Кадьяк, приблизительно в 90 км от побережья Аляски.

## История
Порт основан в 1784 году русскими колонистами и являлся первой столицей Русской Америки. Первоначально он носил название Павловская Гавань. В городе расположен дом первого Главного правителя русских поселений в Америке Александра Андреевича Баранова, построенный в 1808 году и ныне являющийся старейшим примером русской архитектуры в Северной Америке. Дом Баранова в настоящее время является историческим музеем, в котором находятся предметы быта русских колонистов: пилы, котлы, наковальня, топоры, гвозди, подсвечники, предметы вооружения XIX века и российский флаг.
В Адрес-календаре на 1814 год, составленном не ранее середины 1813 года, на острове Кадьяке числилась контора Главного правителя Российско-Американской компании Александра Андреевича Баранова, а также «главное российское заселение при Петропавловской гавани», при этом товарищем главного правителя на Кадьяке числился Тертий (Терентий) Степанович Борноволоков, а в крепостном порту проживали отставной штурман Калинин и лейтенант Подушкин,— все  трое погибшие по пути в Ново-Архангельск ещё в январе 1813 года, что говорит об очень низкой скорости передачи информации из этого региона в центр и обратно в начале XIX века.
В православной Церкви Святого Воскресения покоятся мощи Германа Аляскинского, первого православного святого Америки. В городе действует православная Свято-Германовская духовная семинария.
По фамилиям бывших русских домовладельцев уже в американский период (после продажи Аляски США в 1867 году) названы некоторые улицы Кадьяка: Волков (Wolkoff Ln), Семёнов (Simeonof Street), Митрохин (Metrokin Way), Малютин (Malutin Ln) и др.

## Экономика
Основой экономики является рыболовство.

## Климат
Климат умеренный морской, характеризуется относительно тёплой зимой и прохладным летом. По классификации климатов Кёппена — Cfc, субполярный морской климат. Осадков выпадает очень много — в среднем почти 2000 мм осадков в год. Для сравнения, в Москве годовая норма осадков приблизительна к 600 мм.
| Показатель                    | Янв.  | Фев.  | Март  | Апр.  | Май  | Июнь | Июль | Авг. | Сен. | Окт.  | Нояб. | Дек.  | Год   |
| ----------------------------- | ----- | ----- | ----- | ----- | ---- | ---- | ---- | ---- | ---- | ----- | ----- | ----- | ----- |
| Абсолютный максимум, °C       | 12,2  | 15,6  | 13,9  | 21,1  | 26,7 | 30,0 | 27,8 | 28,9 | 26,7 | 23,3  | 15,6  | 16,7  | 30,0  |
| Средний суточный максимум, °C | 1,7   | 1,9   | 3,3   | 6,1   | 9,9  | 12,7 | 15,4 | 16,3 | 13,1 | 8,0   | 3,9   | 2,3   | 7,9   |
| Средняя температура, °C       | −0,8  | −0,7  | 0,4   | 3,1   | 6,8  | 9,8  | 12,5 | 12,9 | 9,7  | 4,7   | 1,1   | −0,4  | 4,9   |
| Средний суточный минимум, °C  | −3,4  | −3,3  | −2,4  | 0,2   | 3,7  | 6,9  | 9,6  | 9,4  | 6,2  | 1,4   | −1,8  | −3,2  | 1,9   |
| Абсолютный минимум, °C        | −26,7 | −24,4 | −21,1 | −13,9 | −7,8 | −1,1 | 1,7  | 1,1  | −3,3 | −13,9 | −17,8 | −22,8 | −26,7 |
| Норма осадков, мм             | 211   | 156   | 141   | 148   | 143  | 150  | 125  | 116  | 187  | 210   | 175   | 222   | 1984  |
| Источник: Погода и климат     |       |       |       |       |      |      |      |      |      |       |       |       |       |

## Население
В 1890 году в городе проживало 495 человек, в 1900 — 341 человек (на 31,1 % меньше), в 1910 — 438 человек (на 28,4 % больше).
По переписи 2000 года, в городе проживало 6324 человека, имелось 1996 домов и 1391 семья.
На 1 апреля 2010 года население составляло 6130 человек и имелось 2178 домов, при этом на 2010—2014 годы насчитывалось 1969 семей (членов в семье в среднем 3,11). 46.4 % населения белые, 31,7 % азиаты, 10,5 % индейцы, 8,5 % латиноамериканцы, 0,7 % афроамериканцы.
По данным на 1 июля 2015 года население составляет 6253 человек.
По переписи 2020 года, в городе проживало 5581 человек.

## Достопримечательности

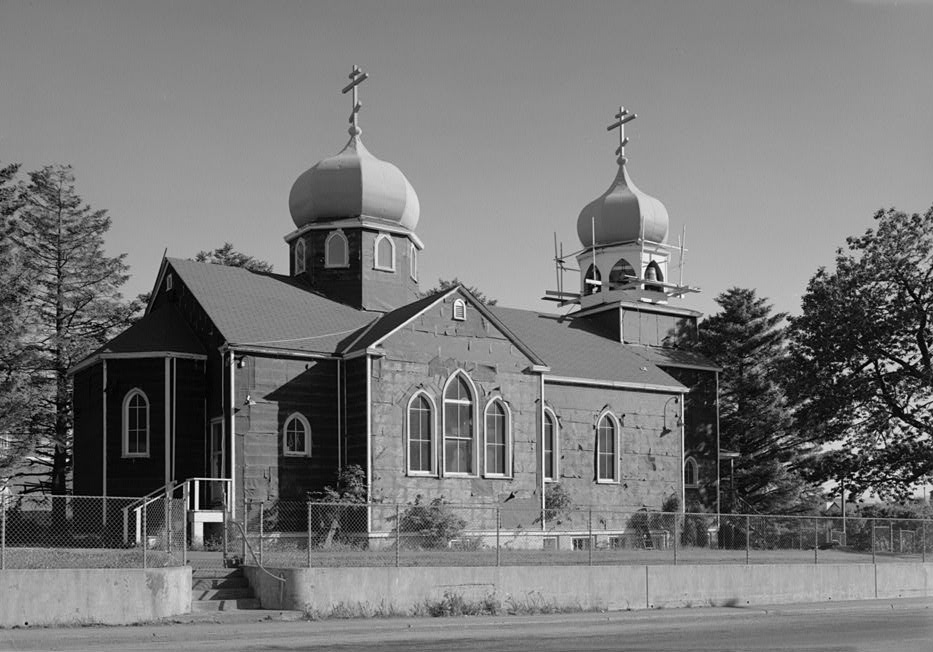
Церковь Святого Воскресения в Кадьяке

- Дом-музей Баранова (Русско-американский магазин)
- Алютикский музей[англ.]
- Кадьякский музей военной истории
- Колодец Баранова
- Православная Церковь Святого Воскресения[англ.]
- Православная семинария Германа Аляскинского